# Taylor Fletcher
Taylor Fletcher (Steamboat Springs, 11 de mayo de 1990) es un deportista estadounidense que compitió en esquí en la modalidad de combinada nórdica. Su hermano Bryan también compitió en combinada nórdica.
Ganó una medalla de bronce en el Campeonato Mundial de Esquí Nórdico de 2013, en el trampolín normal + 4 × 5 km por equipo. Participó en tres Juegos Olímpicos de Invierno, entre los años 2010 y 2018, ocupando el sexto lugar en Sochi 2014, en la prueba por equipo.

## Palmarés internacional
| Campeonato Mundial | Campeonato Mundial     | Campeonato Mundial | Campeonato Mundial       |
| Año                | Lugar                  | Medalla            | Prueba                   |
| ------------------ | ---------------------- | ------------------ | ------------------------ |
| 2013               | Val di Fiemme (Italia) | Medalla de bronce  | TN + 4 × 5 km por equipo |